# Leuchtenberg Sauerkrautfabrik
Die Leuchtenberg Sauerkrautfabrik ist ein Lebensmittelhersteller. Ursprünglich hatte das Unternehmen seinen Sitz in Neuss, 2017 wurden die Produktion und der Sitz der Geschäftsleitung nach Bornheim zu der 1963 gegründeten Rheinische Konservenfabrik Georg Seidel GmbH & Co. KG verlagert. Im November 2018 schied bei der Leuchtenberg Sauerkrautfabrik GmbH auch die ursprüngliche Geschäftsführung aus, so dass seither die Unternehmensleitung allein durch die Geschäftsführung der Rheinische Konservenfabrik Georg Seidel GmbH & Co. KG erfolgt. Allein der Handelsregistereintrag weist abweichend vom Sitz der Geschäftsleitung in Bornheim weiterhin Neuss als Sitz der Gesellschaft aus. Leuchtenberg ist die älteste Sauerkrautfabrik Deutschlands. Es stellt aus Weißkohl Sauerkraut her. Zu den weiteren Erzeugnissen zählen Gemüsekonserven mit milchsauer vergorenen Schneidebohnen und Rotkohl sowie Eintöpfe.
Die Fabrik in Neuss wurde 1861 von Josef Leuchtenberg auf den Neusser Rheinwiesen gegründet. 1906 verkaufte Leuchtenberg den Betrieb an Johann Josten, der den Betrieb an die Augustinusstraße umverlegte. 2010 wurden mehr als 10.000 Tonnen Weißkohl jährlich verarbeitet.
2017 wurde das Gelände der Fabrik an der Augustinusstraße 58–60, östlich am St. Alexius-/St. Josef-Krankenhaus und dem Klostergarten des Klosters Immaculata angrenzend, von der im Eigentum der Stadt Neuss stehenden Neuss Bauverein AG übernommen. Das Architekturbüro Konrath und Wennemar gewann den Wettbewerb zur städtebaulichen Neugestaltung des Geländes,. Im Jahr 2018 wurden die Fabrik und das zugehörige Verwaltungsgebäude zur Vorbereitung der Neubebauung vollständig abgerissen. Das Kloster Immaculata wurde 1923 in der ehemaligen Villa Leuchtenberg eingerichtet.